# Atrichopogon nebulosus
Atrichopogon nebulosus är en tvåvingeart som först beskrevs av John William Scott Macfie 1939.  Atrichopogon nebulosus ingår i släktet Atrichopogon och familjen svidknott. Inga underarter finns listade i Catalogue of Life.